# Lithocarpus hypoglaucus
Lithocarpus hypoglaucus (Hu) C.C.Huang ex Y.C.Hsu & H.W.Jen – gatunek roślin z rodziny bukowatych (Fagaceae Dumort.). Występuje naturalnie w Chinach – w południowo-zachodnim Syczuanie oraz północno-zachodniej części Junnanu. 

## Morfologia
PokrójZimozielone drzewo dorastające do 10–20 m wysokości.
LiścieBlaszka liściowa jest nieco skórzasta i ma owalny lub lancetowaty kształt. Mierzy 7–15 cm długości oraz 2–6 cm szerokości, jest całobrzega, ma klinową lub zbiegającą po ogonku nasadę i wierzchołek od ostrego do spiczastego. Ogonek liściowy jest nagi i ma 15–20 mm długości.
OwoceOrzechy o kształcie od stożkowatego do kulistego, dorastają do 10–15 mm długości i 8–20 mm średnicy. Osadzone są pojedynczo w miseczkach w kształcie talerza, które mierzą 2–5 mm długości i 12–18 mm średnicy. Orzechy otulone są w miseczkach do 10–20% ich długości.

## Biologia i ekologia
Rośnie w lasach mieszanych. Występuje na wysokości od 1700 do 3000 m n.p.m. Kwitnie od lipca do września, natomiast owoce dojrzewają od sierpnia do października.